# Panoramio

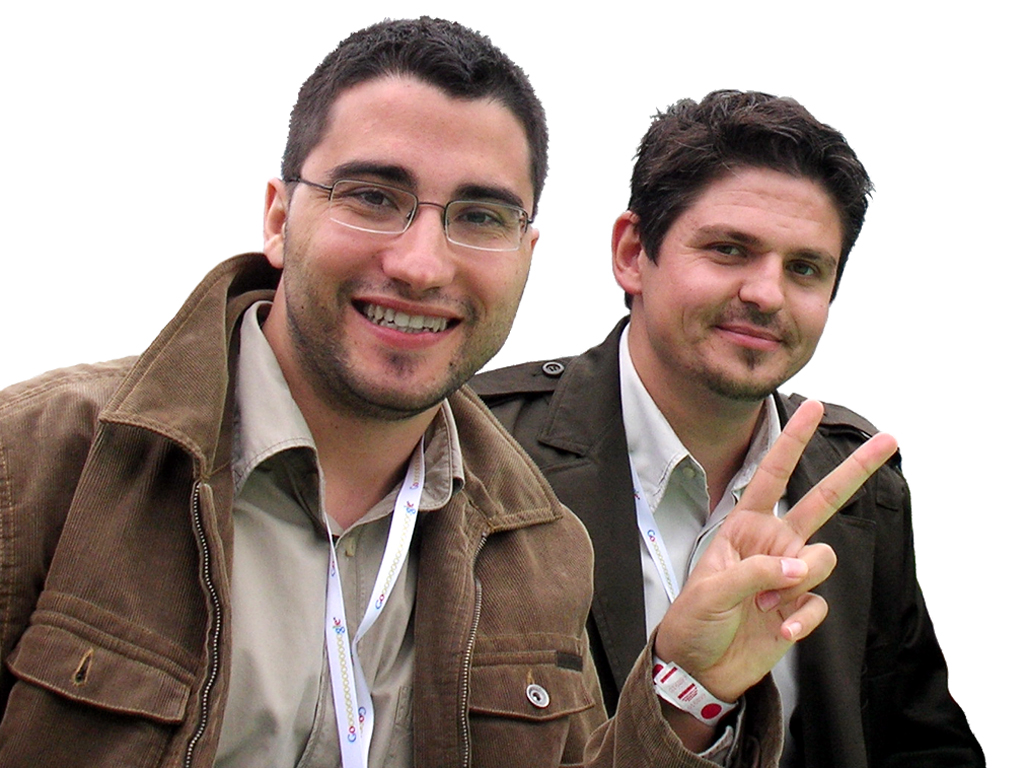
Programátor Joaquín Cuenca Abela a psycholog Eduardo Manchón Aguilar, zakladatelé

Panoramio byl v letech 2005–2016 geolokačně zaměřený komunitní web pro sdílení fotografií. Každá fotografie nahraná na tento web měla být opatřena zeměpisnými souřadnicemi a zobrazovala se na mapě světa (s využitím Google Maps). Vybrané fotografie se zobrazovaly i přímo v programu Google Earth a na Google Maps. Společnost Google tento web v roce 2007 zakoupila. Podle služby Alexa.com patřil tento web od roku 2009 mezi 1000 nejnavštěvovanějších webů na světě. Ke 4. listopadu 2016 Panoramio ohlásilo svůj konec a odkázalo své dosavadní přispěvatele na Google Album Archive a Google Maps. Tento záměr ohlásilo už v roce 2014.

## Historie
Web založili v létě 2005 španělský programátor Joaquín Cuenca Abela a španělský psycholog Eduardo Manchón Aguilar. Oficiálně byl spuštěn v říjnu 2005. Do 19. března 2007 byl na web nahrán 1 milion fotografií. Na jaře téhož roku se o koupi webu začala zajímat společnost Google, transakce byla uskutečněna v červenci. V říjnu již web dosáhl hranice 5 milionů nahraných snímků a 1 milionu registrovaných uživatelů. 26. března 2011 dosáhl počet fotografií nahraných na Panoramio počtu 50 000 000.

## Funkce
Kromě polohy byly fotografie organizovány pomocí tagů. Od června 2008 byla v místech s vysokou hustotou fotografií k dispozici funkce Rozhlédněte se, která na základě obsahu propojovala fotografie různých autorů. Celý web byl přeložen do několika desítek jazyků, mimo jiné i do češtiny. 
Uživatelé si ponechávali všechna autorská práva ke svým fotografiím, od března 2008 mohli své fotografie publikovat i pod některou z licencí Creative Commons.